# Elle (Vire)
Die Elle ist ein Fluss in Frankreich, der in der Region Normandie verläuft. Sie entspringt im Gemeindegebiet von Saint-Germain-d’Elle, knapp an der Grenze zur Nachbargemeinde Rouxeville, entwässert generell Richtung Nordwest, erreicht den Regionalen Naturpark Marais du Cotentin et du Bessin und mündet nach rund 32 Kilometern im Gemeindegebiet von Neuilly-la-Forêt als rechter Nebenfluss in die Vire. Auf ihrem Weg durchquert die Elle die Départements  Manche und Calvados.

## Orte am Fluss
- Saint-Germain-d’Elle
- Bérigny
- Saint-Jean-de-Savigny
- Sainte-Marguerite-d’Elle
- Moon-sur-Elle
- Neuilly-la-Forêt

## Sehenswürdigkeiten
- Weitläufige Sumpfgebiete an der Mündung im Regionalen Naturpark Marais du Cotentin et du Bessin